# Левшин, Игорь Викторович (переводчик)
И́горь Ви́кторович Ле́вшин (15 мая 1940, Москва, СССР — 6 июня 1996) — российский журналист, редактор, переводчик с английского, польского, чешского языков. Член Союза журналистов СССР (1984), Союза переводчиков России (1991).

## Биография
Родился в семье служащих. В 1958 году окончил Московский авиационный моторостроительный техникум имени С. К. Туманского (в настоящее время — Московский колледж авиационного моторостроения), в 1969 году — Московский авиационный институт, в 1979 году — Литературный институт имени А. М. Горького. В 1959—1982 годах работал на оборонных предприятиях, впоследствии — корреспондентом еженедельной газеты «Литературная Россия» (1982—1989), редактором в журналах «Современная драматургия» (1989—1992), «Драматург» (1992—1996).
Дебютировал как переводчик в 1976 году (Станислав Лем, повесть «Маска», журнал «Химия и жизнь», 1976, № 7—8). Перевёл с польского языка рассказы, повести и романы Лема «Повторение» (1979), «Профессор Донда» (1988), «Мир на Земле» (совместно с К. В. Душенко, 1988), «Фиаско» (совместно с В. С. Кулагиной-Ярцевой, 1991), рассказы Ежи Шанявского из цикла «Профессор Тутка рассуждает» (1978), с чешского языка — рассказы из книги Йозефа Чапека «Понемногу обо всём» (1986), с английского языка — романы Герберта Уэллса «Спящий просыпается» (1996), «Негасимый огонь» (2000), рассказ Бертрана Рассела «Инфракрасный глаз» (1978), романы Майкла Грея  «Комната ужасов» и «Комната ужасов II», роман Колин Маккалоу «Травяной венок» (все — 1993), рассказы Тима О’Брайена «Поездка на поле», Мэдисона Смартта Белла «Семя дракона», Ани Ахтенберг  «Холодная земля», Аллена Уайра «Техасская свадьба» (все — 1998).

## Награды
- Нагрудный знак «Изобретатель СССР» (1984)
- Медаль «Ветеран труда» (1989)